# Senato (Romania)
Il Senato (in romeno Senatul), nell'ordinamento costituzionale rumeno, è la camera alta del Parlamento. L’altra è la Camera dei Deputati.
Istituito nel 1864 e soppresso nel 1940, fu ripristinato nel 1990, venendo contemplato all'interno del Capitolo I del Titolo III della Costituzione.
I senatori sono eletti ogni quattro anni tramite suffragio universale diretto. La legislatura in carica è composta da 136 senatori, eletti utilizzando un sistema proporzionale.
Ha sede a Bucarest nel Palazzo del Parlamento, che ospita anche la Camera dei deputati.

## Storia
Una prima forma di parlamentarismo apparve nel 1856 nei due principati di Valacchia e Moldavia, che nel 1862 si unirono per formare il Principato di Romania. In conseguenza del plebiscito tenutosi tra il 23 maggio e il 7 giugno 1864, a partire dal dicembre 1864 alla preesistente Assemblea dei deputati fu affiancata una seconda camera composta da 73 membri, definita Corpul ponderator, che aveva compiti di controllo costituzionale delle leggi. La nuova camera alta fu formata da membri di diritto, appartenenti al clero e ad alcune autorità pubbliche, e da membri indicati direttamente dal domnitor Alexandru Ioan Cuza.
La Costituzione del 1866 ratificò la nascita di un parlamento separato in due camere, Assemblea dei deputati e Senato, in cui gli eletti erano rappresentati in base ad un sistema censitario. In seno al Senato esistevano anche alcuni membri di diritto, come l'erede al trono e le alte gerarchie della chiesa ortodossa. Ogni distretto della Romania eleggeva due senatori per un mandato di 8 anni, mentre le Università di Bucarest e Iași nominavano ognuna un proprio rappresentante in Senato.
La Costituzione del 1923 rafforzò i poteri del parlamento. Secondo il nuovo testo i senatori erano eletti per un mandato di quattro anni, in base al suffragio universale maschile, che era stato introdotto nel 1919. Oltre ai senatori eletti nelle circoscrizioni, erano previsti anche membri di diritto (rappresentanti dei culti e alti funzionari pubblici) e altri scelti dalle camere professionali (camere di commercio, industria, lavoro e agricoltura) e dalle università di Bucarest, Iași, Cluj e Cernăuți.
Nel 1938 il re Carlo II impose un regime di monarchia autoritaria, che rese il parlamento un'istituzione decorativa. Nel Senato risultante dalla Costituzione del 1938, infatti, figuravano una serie di senatori di diritto facenti parte della famiglia reale, altri nominati direttamente dal sovrano e altri eletti in base ad un sistema corporativista.
Nel 1940 l'avvento della dittatura di Ion Antonescu sospese le attività parlamentari, che furono riprese solo nel 1946. Un decreto del luglio 1946, tuttavia, abolì il Senato e istituì una singola camera, successivamente denominata Grande Assemblea Nazionale dalla Costituzione del 1948 della Repubblica Socialista di Romania.
Nel 1990 il governo provvisorio consentì la celebrazione di elezioni per un'assemblea costituente composta da due rami, Camera dei deputati e Senato, che rimasero in carica per due anni. La Costituzione del 1991, fondata su principi democratici, decretò l'istituzione di un parlamento bicamerale.
Nel 2009, su iniziativa del Presidente della Romania Traian Băsescu, si tenne un referendum costituzionale per l'abolizione del Senato e la creazione di un'unica camera composta da 300 deputati. Nonostante il raggiungimento del quorum (con un'affluenza al 50,95% e una percentuale per il «sì» del 77,78%), il referendum ebbe valore esclusivamente consultivo e non fu mai applicato.

## Sede del Senato

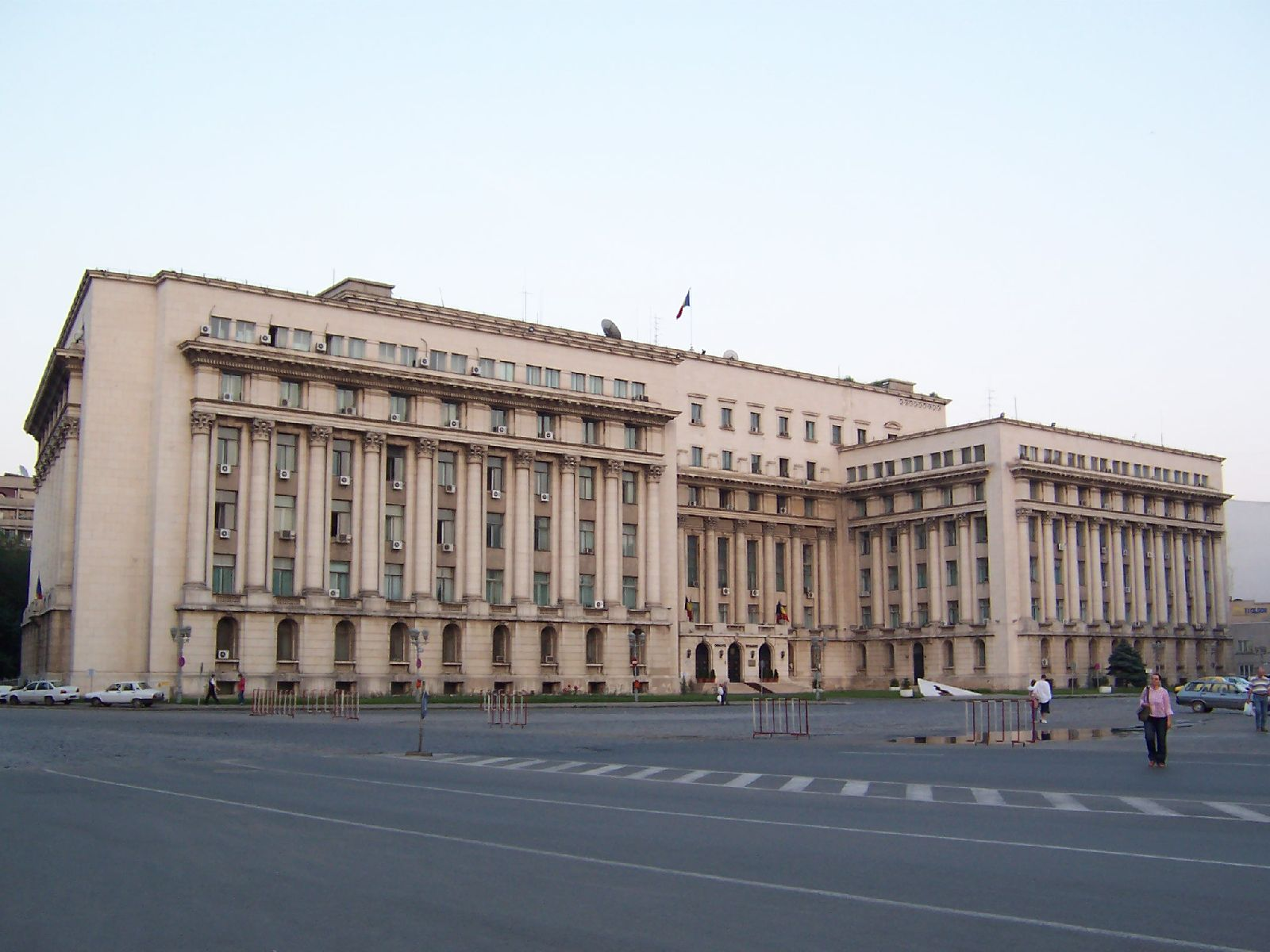
Il Palazzo del Senato, attualmente ministero degli interni, sede del Senato dal 1990 al 2004.

Dal 2004 sede del Senato è il Palazzo del Parlamento di Bucarest, che dal 1993 ospita anche la Camera dei deputati.
I lavori di costruzione dell'edificio, voluto da Nicolae Ceaușescu come quartier generale per le maggiori istituzioni dello stato socialista, iniziarono nel 1984, mentre allo scoppio della rivoluzione del 1989 erano stati realizzati nella misura del 60% e furono ultimati nel 1996.
Precedentemente, a partire dal 1990, la camera alta era stata ospitata nel palazzo sito in Piața Revoluției a Bucarest costruito da Emil Prager su progetto di Emil Nădejde, che dal 1958 al 1989 aveva funzionato come sede del comitato centrale del Partito Comunista Rumeno. Dopo il trasferimento del Senato al Palazzo del Parlamento, nel 2006 l'edificio divenne il nuovo spazio del ministero degli interni.
La prima sede storica del 1864 del Corpul ponderator fu una piccola costruzione, al 2020 in stato d'abbandono, eretta dopo il 1830 in Calea Șerban Voda (all'epoca Podul Belicuilui) a Bucarest. Nel 1869 il Senato si trasferì in uno spazio dedicato all'interno dell'Università di Bucarest. In seguito ad un attentato, nel 1920 la sede fu spostata nel quartiere di Cișmigiu, nel palazzo che oggi ospita il teatro Elisabeta.

## Sistema di elezione del Senato

### Attuale
L'elezione dei senatori è regolata dalla Legge 208/2015, che prevede che questi siano eletti tramite suffragio universale diretto da parte dei cittadini rumeni che abbiano compiuto almeno 18 anni d'età, così come disposto anche dall'art. 36 della Costituzione. Il mandato dei senatori dura fino al termine della legislatura, tipicamente quattro anni. L'età minima per essere eletti è 33 anni (art. 37 della Costituzione).
La legge elettorale si basa su un sistema proporzionale a liste bloccate, con una soglia di sbarramento al 5% per i singoli partiti e una variabile tra l'8 e il 10% per le coalizioni, che prevede l'elezione di un deputato ogni 168.000 abitanti (art. 5 della Legge 208/2015).
La circoscrizione estero elegge due senatori.

### Precedenti
In seguito alla rivoluzione del 1989, il governo provvisorio elaborò una legge elettorale che prescriveva il superamento del monocameralismo, stabilendo la creazione di un Senato che avrebbe agito al fianco della Camera dei deputati. La Legge 92/1990 istituiva un sistema di voto proporzionale a liste bloccate senza soglia di sbarramento per entrambe le camere. Il numero dei senatori dipendeva dalla popolazione residente in ogni singolo distretto della Romania (quattordici senatori per la circoscrizione di Bucarest, due senatori per i distretti fino a 500.000 abitanti, tre senatori per i distretti fino a 750.000 e quattro senatori per i restanti distretti). Potevano candidarsi al Senato i cittadini di almeno 30 anni d'età.
Nel 1992, dopo l'entrata in vigore della Costituzione, il legislatore varò una nuova legge elettorale. La Legge 68/1992 manteneva il sistema di voto proporzionale, con l'elezione di un senatore ogni 160.000 abitanti, ma introduceva una soglia di sbarramento al 3%, inesistente nella precedente legislazione. L'art. 34 della Costituzione del 1991 (precedente la riforma del 2003) prevedeva che avevano diritto al voto i cittadini di almeno 18 anni di età, mentre secondo l'art. 35 per candidarsi al Senato erano necessari 35 anni.
La successiva legge elettorale (Legge 373/2004) non impattò significativamente le modalità d'elezione dei senatori, anche se la riforma costituzionale del 2003 abbassò a 33 anni l'età minima per candidarsi per un seggio. Nel 2008 la promulgazione della legge 35/2008, che rimase in vigore fino al 2015, invece, modificò sostanzialmente tali criteri, con l'introduzione di un sistema elettorale misto tra uninominale e proporzionale: candidature e voti erano uninominali, mentre la ripartizione dei seggi era realizzata su base proporzionale con uno sbarramento al 5% (un senatore ogni 160.000 abitanti). La successiva Legge 208/2015 decretò il ritorno al proporzionale e aumentò a 168.000 il numero di abitanti per rappresentante eletto, con l'effetto di ridurre il numero totale dei senatori.

## Funzionamento generale dell'Assemblea
Come sancito dall'art. 74 della Costituzione il Senato esercita la funzione legislativa. Organizzazione e funzionamento sono disciplinati da un regolamento proprio (art. 64 della Costituzione).
Il Senato lavora in sedute separate dalla Camera. Fanno eccezione alcuni casi, previsti dall'art. 65 della Costituzione, in cui i due rami del parlamento si riuniscono in seduta congiunta, come nel caso di messaggi da parte del Presidente della Romania, dell'approvazione del bilancio dello Stato, della nomina dell'Avvocato del popolo e dei direttori di SIE e SRI, di dichiarazione di guerra, o dell'approvazione dei rapporti del Consiglio superiore della difesa.
All'inizio di ogni legislatura il Senato neoeletto si riunisce su convocazione del Presidente della Romania. Fino alla nomina del presidente del Senato e dei membri dell'Ufficio permanente i lavori dell'assemblea sono condotti dal senatore più anziano, con l'assistenza di quattro segretari (art. 4 del regolamento del Senato). Nella prima seduta il Senato istituisce una commissione per la convalida dei mandati dei senatori, composta da 15 membri. Nel quinto giorno dalla sua istituzione, il Senato si riunisce di diritto per dibattito e voto del rapporto presentato dalla commissione. Il Senato viene dichiarato costituito legalmente dopo la convalida di tre quarti dei senatori (art. 14 del regolamento).
Come previsto dall'art. 66 della Costituzione, il Senato si riunisce in modo ordinario in due sessioni l'anno, una con inizio a febbraio e una con inizio a settembre.
Il Senato è l'assemblea di prima lettura per i progetti di legge ordinaria o di legge organica riguardanti i campi espressamente stabiliti dall'art. 75 della Costituzione e richiamati dall'art. 92 del regolamento. Tra questi:
- Territorio
- Cittadinanza
- Simboli nazionali
- Uguaglianza dei diritti
- Diritto alla proprietà privata
- Giuramento dei deputati e dei senatori
- Sistema elettorale
- Finanziamento ai partiti politici
- Organizzazione di referendum
- Regime di stato di mobilitazione dell'esercito
- Stato d'assedio e stato d'emergenza
- Infrazioni e pene
- Amnistia e grazia collettive
- Statuto dei funzionari pubblici
- Regime giuridico riguardante proprietà ed eredità
- Regime giuridico riguardante rapporti di lavoro, sindacati, patronati e protezione sociale
- Minoranze etniche
- Culti
- Proroga del mandato del presidente della Romania
- Consiglio economico e sociale

In qualità di assemblea di prima lettura, si esprime normalmente entro 45 giorni (o 60 nel caso di leggi particolarmente complesse) e entro 30 giorni per l'approvazione delle ordinanze d'urgenza. Superati tali termini i progetti di legge vengono trasmessi automaticamente alla Camera (art. 93 del regolamento).
I progetti di legge sono sottoposti a dibattito sentito il parere del Consiglio legislativo (art. 94 del regolamento). Questi sono trasmessi per esame dall'Ufficio permanente alle commissioni permanenti, che analizzano anche eventuali emendamenti proposti dai senatori. I progetti di legge sui quali le commissioni permanenti hanno stilato un rapporto, che contiene pareri e indicazioni, vengono inseriti nell'ordine del giorno del Senato per dibattito e votazione. I progetti di legge approvati o respinti in qualità di prima camera di lettura, vengono trasmessi alla Camera. Quelli adottati, in cui il Senato rappresenta l'assemblea decisionale, prima della promulgazione vengono registrati presso la segreteria generale del Senato, in modo da permettere eventuali ricorsi alla Corte costituzionale da parte degli organi autorizzati (art. 147 del regolamento). La legge, quindi, viene trasmessa alla Camera dei deputati per la realizzazione delle formalità di promulgazione.
Nel caso di appello alla Corte costituzionale, se questa dovessere ritenere un provvedimento illegittimo, il Senato deve esaminare nuovamente il progetto di legge per correggere i punti ritenuti incostituzionali, in base ad un rapporto redatto dalla commissione per la costituzionalità (art. 150 del regolamento). Prima della promulgazione il Presidente della Romania può chiedere al parlamento di riesaminare una legge. In tal caso il Senato ha a disposizione 30 giorni per procedere (art. 151 del regolamento).

## Organi parlamentari

### Presidente del Senato
Il presidente del Senato è eletto all'inizio di ogni legislatura per l'intera durata del mandato del parlamento. 
Il suo ruolo è quello di presiedere le sedute dell'assemblea e dell'Ufficio permanente, mantenendo l'ordine in aula, fare rispettare il regolamento del Senato e stabilire l'ordine delle votazioni, garantendo il funzionamento dell'istituzione. 
Ha il diritto di rivolgersi alla Corte costituzionale per la verifica della legittimità delle leggi.
Nel caso in cui il ruolo di Presidente della Romania sia vacante o il titolare dell'incarico sia sospeso dalle funzioni, il presidente del Senato assume ad interim il ruolo di capo di Stato (art. 98 della costituzione).
L'attuale presidente è, ad interim, Mircea Abrudean (Partito Nazionale Liberale), eletto il 23 giugno 2025.

### Ufficio permanente
L'Ufficio permanente (in rumeno: Biroul permanent) è composto dal presidente del Senato, quattro vicepresidenti, quattro segretari e quattro questori, che rispecchiano la configurazione politica della camera alta. Fatta eccezione del presidente, che è eletto ad inizio legislatura per l'intero mandato, i membri dell'Ufficio permanente sono eletti all'inizio di ogni nuova sessione parlamentare.
Come da regolamento del Senato, tra le responsabilità dell'Ufficio permanente rientrano numerose funzioni che permettono il regolare svolgimento dei lavori dell'intera assemblea. Nello specifico, l'Ufficio permanente:
- Propone date di inizio e fine delle sessioni parlamentari.
- Può richiedere al presidente la convocazione di sessioni straordinarie.
- Sottopone ad approvazione il regolamento del Senato e le proposte di modifica.
- Nel caso di procedimenti legislativi iniziati dai senatori, in base al dominio di competenza quale prima camera di lettura, li trasmette alla Camera dei deputati o li sottopone a dibattito e votazione del Senato.
- Assicura la trasmissione ai deputati dei documenti, quali progetti di legge e proposte legislative, registrati presso la segreteria generale del Senato, nonché degli ordini del giorno e dei programmi di lavoro.
- Stabilisce, dopo consultazione con i capigruppo, i tempi e gli spazi per il dibattito in aula.
- Organizza le relazioni con i parlamenti di altri stati e con organizzazioni parlamentari internazionali.
- Sottopone a votazione la componenza numerica e nominale dei rappresentanti presso le delegazioni internazionali, sulla base dei negoziati tra i gruppi parlamentari.
- Presenta al Senato il progetto di bilancio per approvazione.
- Approva i regolamenti delle commissioni permanenti.
- Esercita il controllo finanziario interno tramite i questori.
- Sottopone ad approvazione le strutture per i servizi del Senato.
- Propone alla Camera le nomine del segretario generale e del suo aggiunto.
- Controlla i servizi della Camera e i regolamenti per l'accesso nella sede.
- Approva i regolamenti di organizzazione e funzionamento dei servizi del Senato, su proposta del segretario generale.

### Gruppi parlamentari
Sono composti dall'associazione dei senatori che appartengono allo stesso partito o coalizione politica. Un gruppo parlamentare può essere formato da un minimo di sette senatori ed è condotto da una dirigenza propria costituita da un presidente, uno o più vicepresidenti e un segretario. I deputati indipendenti o quelli di formazioni politiche che non hanno un numero sufficiente di membri per formare un gruppo proprio, possono riunirsi in gruppi misti.
I gruppi propongono i componenti delle commissioni parlamentari, indicano i propri candidati alle funzioni di presidente del Senato e di membro dell'Ufficio permanente e possono chiedere la revoca di un membro dell'Ufficio permanente o delle commissioni da loro proposto.
Il capogruppo può partecipare senza diritto di voto alle riunioni dell'Ufficio permanente.

### Comitato dei presidenti di gruppo
È composto dai leader di ogni gruppo parlamentare e si riunisce settimanalmente.
I suoi compiti sono regolati dagli artt. 42-44 del regolamento del Senato. Tra le prerogative, approva e presenta modifiche agli ordini del giorno e ai programmi di lavoro; propone all'Ufficio permanente modifiche di ordine amministrativo riguardanti il funzionamento dei gruppi parlamentari; elabora l'algoritmo di rappresentazione dei gruppi parlamentari negli organi del Senato e nelle dirigenze delle autorità pubbliche di nomina senatoriale.
Ai lavori del comitato possono partecipare, senza diritto di voto, il presidente del Senato o il ministro per i rapporti con il parlamento.

### Commissioni parlamentari
Il Senato costituisce regolarmente delle commissioni permanenti, mentre può decidere di istituire delle commissioni d'inchiesta, delle commissioni speciali, delle commissioni di mediazione (nel caso di leggi costituzionali o dell'approvazione di due documenti diversi da parte delle due camere per altri tipi di proposte legislative), o delle commissioni comuni con la Camera dei deputati.
Le commissioni permanenti sono costituite sulla base della composizione politica del Senato. Il loro compito principale è quello di redigere rapporti e resoconti sui documenti che saranno sottoposti al Senato per dibattito e votazione. Ogni commissione permanente ha il proprio campo d'azione. Il Senato ha istituito le seguenti:
- Giuridica, nomina, disciplina, immunità e convalida
- Costituzionalità
- Bilancio, finanze, attività bancaria e mercato dei capitali
- Politica estera
- Difesa, ordine pubblico e sicurezza nazionale
- Affari europei
- Economia, industria e servizi
- Agricoltura, industria alimentare e sviluppo rurale
- Acque, foreste, pesca e fondo cinegetico
- Pubblica amministrazione
- Lavoro famiglia e protezione sociale
- Istruzione, scienza, gioventù e sport
- Salute pubblica
- Cultura e media
- Trasporti e infrastrutture
- Energia, infrastruttura energetica e risorse minerali
- Comunicazioni e tecnologia dell'informazione
- Diritti dell'uomo, pari opportunità, culti e minoranze etniche
- Comunità dei rumeni all'estero
- Ambiente
- Indagini sugli abusi, lotta alla corruzione e per le petizioni
- Regolamento

Ogni senatore, eccetto il presidente del Senato, fa obbligatoriamente parte di una o due commissioni permanenti, fatta esclusione della commissione per il regolamento. Hanno diritto a partecipare ai lavori i ministri, i deputati e i senatori che hanno avviato le proposte di legge al vaglio della commissione e altre persone esterne su invito del presidente. I rapporti, che contengono pareri e indicazioni, vengono approvati con il voto della maggioranza dei membri presenti.

## Composizione

### Precedenti
Dal 1990 al 2024 si sono susseguite dieci legislature con un numero variabile di senatori compreso tra 119 (legislatura 1990-1992) e 176 (legislatura 2012-2016).